# カンナ (植物)
カンナ（美人蕉、羅: Canna）は、カンナ科カンナ属（Canna）の植物の一群。中南米産の原種がヨーロッパで改良され、多様な品種がある。ハナカンダ、オランダダンドクとも呼ぶ。
春に球根を植えると、夏から秋にかけて長い花茎に花弁のような雄しべを持つ独特の形をした花を咲かせる。葉は、大形の楕円形で先端が尖り、緑色のものと赤銅色のものがある。球根で殖やすが、暖かい地方では掘りあげる必要が無く、宿根草として扱うことができる。
中南米、インドなどに分布し、アンデス地方では種によって根を食用にする。

## ギャラリー

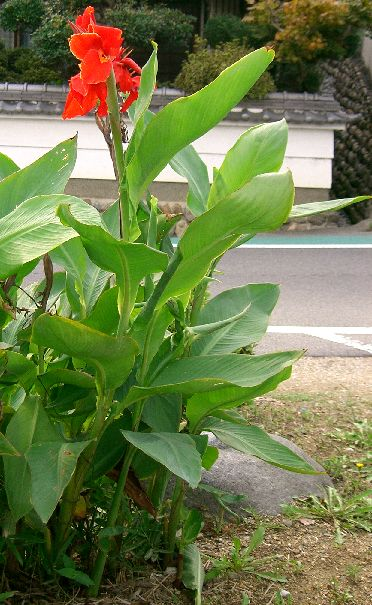
カンナの一種
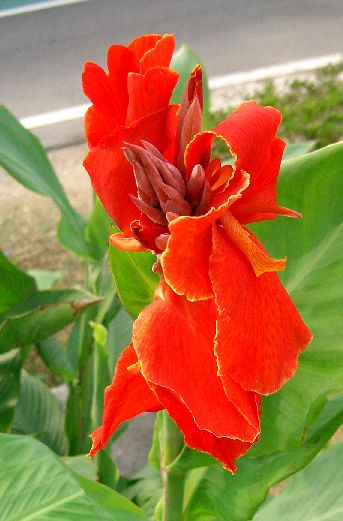
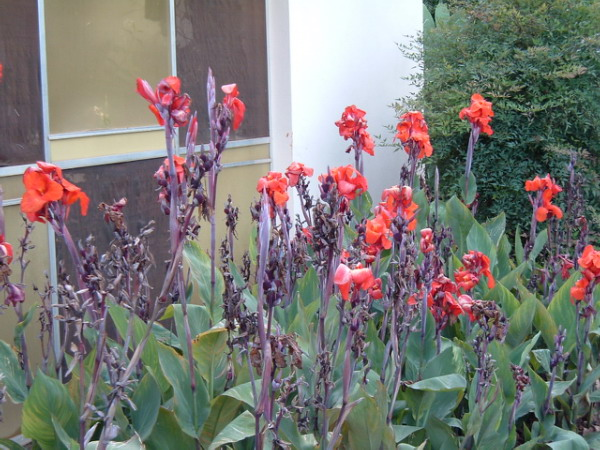
簇生の様子
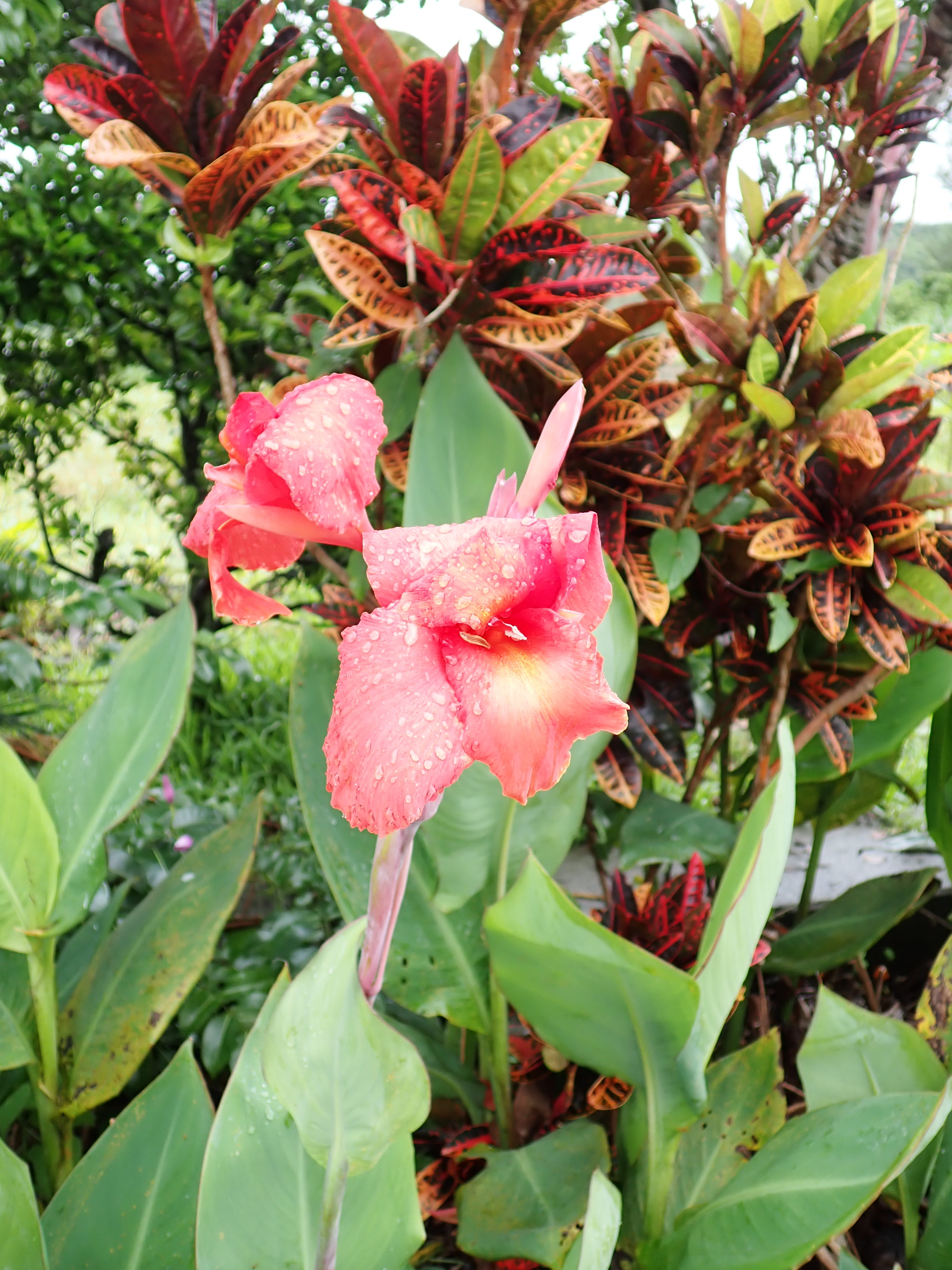
桃色
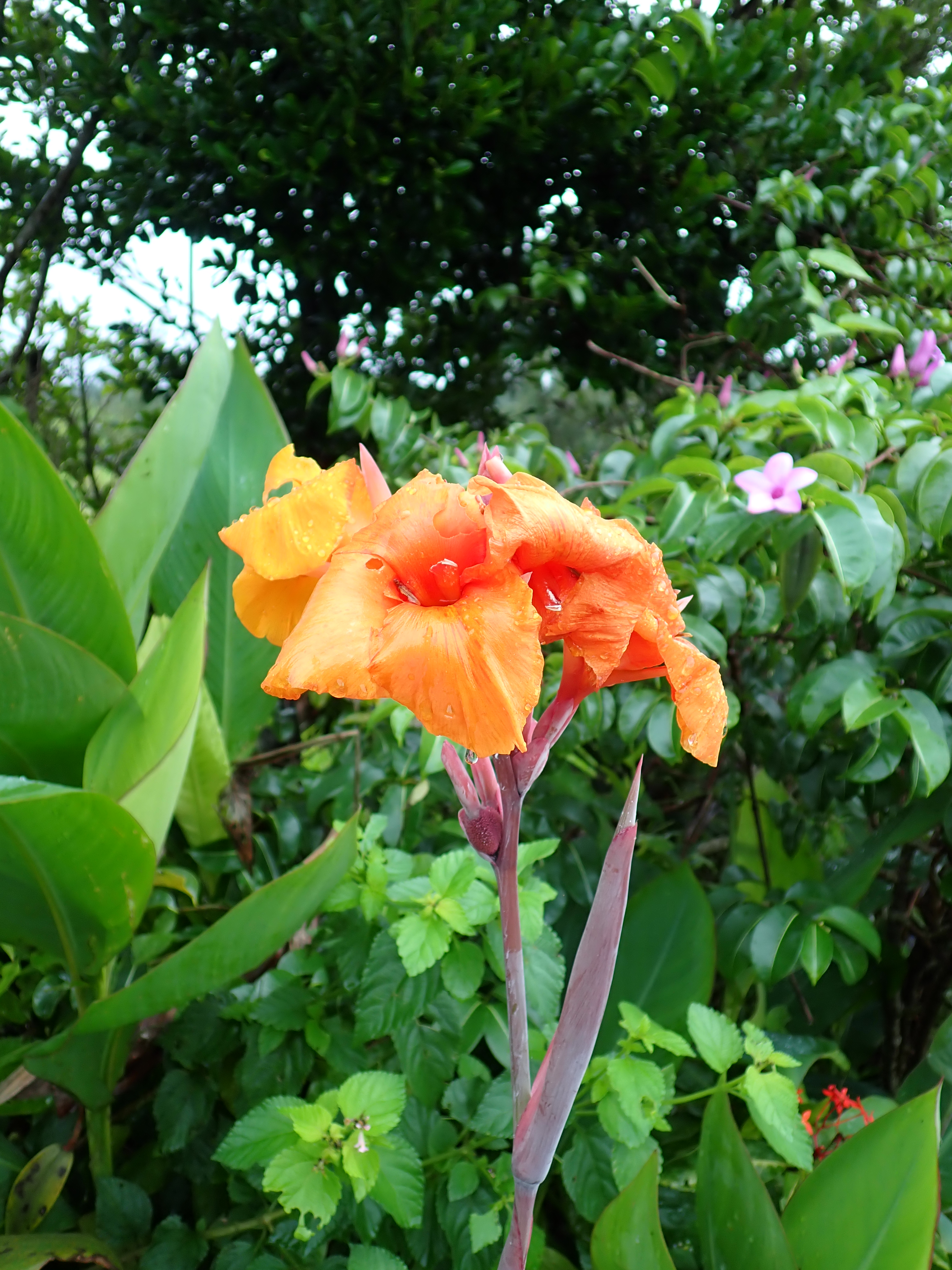
橙色
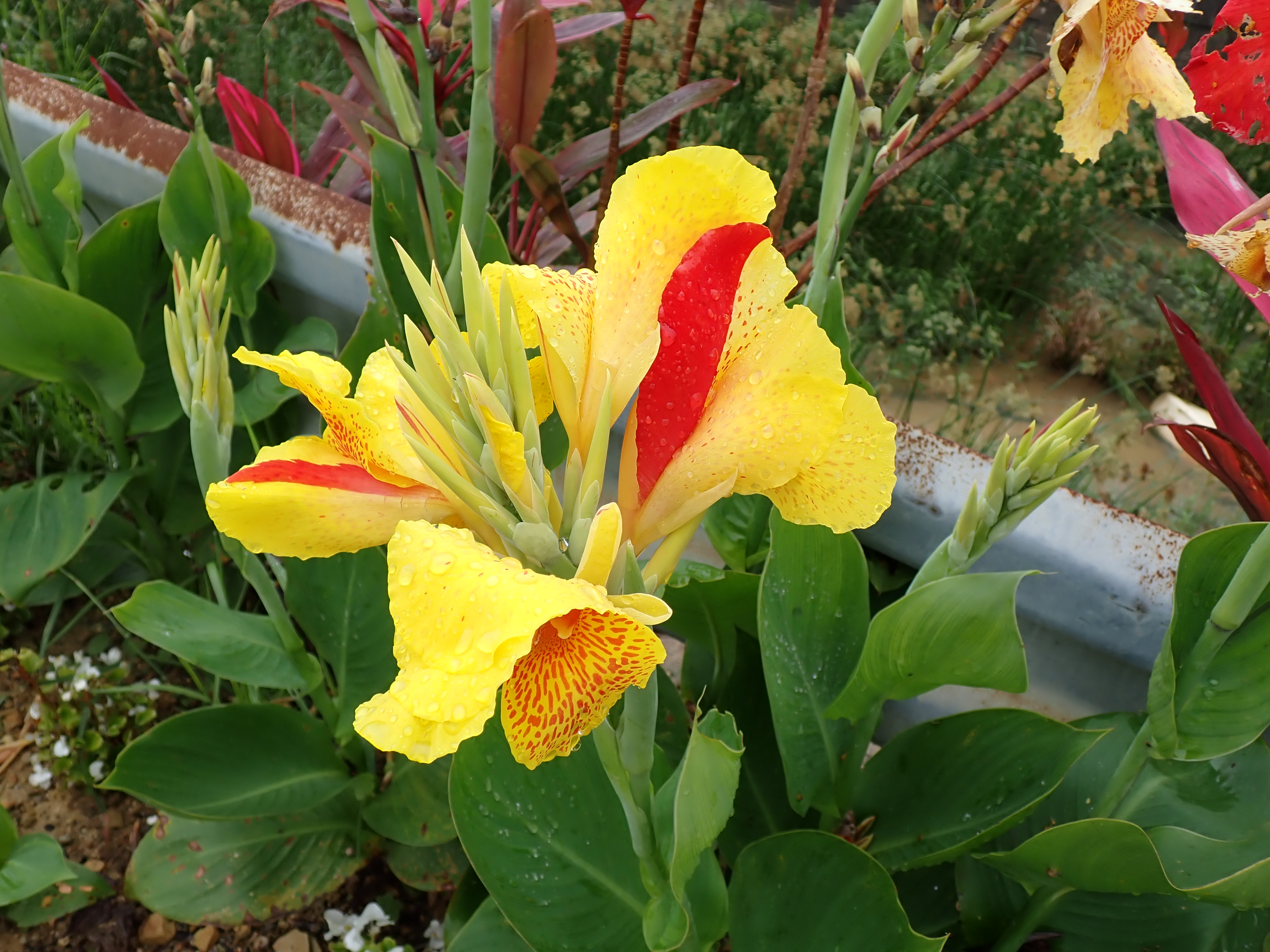
黄色に赤い縞模様